# Archieparquía mayor de Făgăraș y Alba Iulia
La archieparquía mayor de Făgăraș y Alba Iulia (en latín: Archiepiscopatus Maior Fagarasiensis et Albae Iuliensis Romenorum y en rumano: Arhieparhia major de Făgăraș și Alba Iulia) es la sede del archieparca mayor y cabeza de la Iglesia greco-católica rumana, una Iglesia particular sui iuris oriental integrante de la Iglesia católica, que sigue el rito bizantino en el que utiliza como lenguaje litúrgico el rumano y el eslavo eclesiástico. Desde 2005 está regida por el archieparca mayor Lucian Mureșan. 

## Territorio
El territorio propio de la archieparquía mayor abarca a todos los fieles católicos de rito bizantino que residen en el territorio de Rumania y está integrado por una provincia eclesiástica encabezada por la archieparquía de Făgăraș y Alba Iulia -que es la eparquía propia del archieparca mayor- y como sufragáneas a las eparquías de Cluj-Gherla, Oradea, Lugoj, Maramureş y San Basilio el Grande en Bucarest.
La sede archiepiscopal mayor está en la ciudad de Blaj, en donde se encuentra la catedral de la Santa Trinidad (Catedrala Mitropolitană Greco-Catolică Sfânta Treime). 

## Archieparca mayor
En las Iglesias católicas orientales archieparca mayor es el título para el metropolitano que preside una Iglesia archiepiscopal mayor autónoma (sui juris) que no ha sido dotada con el título patriarcal. Los archieparcas mayores generalmente tienen los mismos derechos, privilegios y jurisdicción que los patriarcas católicos orientales, excepto donde expresamente se disponga lo contrario, y el rango inmediatamente después de ellos en precedencia de honor. A diferencia de los patriarcas, una vez elegido por el sínodo de la Iglesia archiepiscopal mayor el candidato a archieparca mayor, si acepta su elección, debe pedir al papa su confirmación, mientras que los patriarcas solo le requieren su comunión eclesial.
La erección, restauración, modificación y supresión de una Iglesia archiepiscopal mayor está reservada al papa, quien tiene el derecho de reconocer o conceder el título de archieparca mayor y de dar el asentimiento al traslado de la sede. Los archieparcas mayores presiden el rito de su Iglesia particular en cualquier parte del mundo, pero su autoridad sobre el clero está limita al territorio propio de la Iglesia archiepiscopal mayor.

## Historia
Luego de la ratificación de la unión con Roma de los ortodoxos de Transilvania (7 de mayo de 1700), el papa Inocencio XIII instituyó el 18 de mayo de 1721 con la bula Rationi congruit una diócesis para los unidos de Transilvania con sede en Făgăraș. En 1737 la sede fue transferida a Blaj conservando el nombre de Făgăraș. 
El 17 de diciembre de 2005 con la bula Ad totius Dominici, el papa Benedicto XVI concedió al archieparca la dignidad de archieparca mayor, por tanto la archieparquía de Făgăraș y Alba Iulia pasó a ser la sede propia del archieparca mayor de la Iglesia greco-católica rumana.

Ad totius Dominici gregis tutelam destinati, quantum situm est in Nobis, curam continenter adhibemus, ut salutifera in Iesum Christum fides quam latissime manifestetur, quod liquidius contigit, ubi, iniquis dominantibus potestatibus, fideles eandem firmiter testati sunt. Nunc Nos postulatis Venerabilis Fratris Luciani Mures¸an, Archiepiscopi Fagarasiensis et Albae Iuliensis Romenorum occurrere festinamus, qui nomine Consilii Hierarcharum flagitavit ut Ecclesia haec ad statum dignitatemque Archiepiscopatus Maioris attolleretur. Ideo, Venerabilis Fratris Nostri Angeli S.R.E Cardinalis Sodano, Secretarii Status, audita sententia, memoratam Sedem in Ecclesiam Archiepiscopalem Maiorem titulo Fagarasiensem et Albae Iuliensis Romenorum erigimus, quae iisdem finibus circumscribitur, quibus antiqua Ecclesia Metropolitana Fagarasiensis et Albae Iuliensis. Archiepiscopi exinde Maioris sedes in urbe Blaj locatur. Iura porro, onera et obligationes addimus, quae sacri canones Ecclesiarum Orientalium secum important, contrariis rebus minime quibuslibet obsistentibus.

## Sínodo archiepiscopal mayor
El sínodo archiepiscopal mayor (Synodus Ecclesiae Romenae) está compuesto por los obispos, incluso los auxiliares, y es encabezado y convocado por el archieparca mayor, quien debe tomar todas las decisiones importantes de acuerdo con él. Se reúne habitualmente una vez al año. Como las demás Iglesias orientales católicas autónomas, el archieparca mayor puede erigir, modificar y suprimir eparquías, y nombrar a sus obispos, de acuerdo con el sínodo archiepiscopal mayor y luego de consultar a la Santa Sede. Dentro del territorio propio de la Iglesia, el archieparca mayor puede crear exarcados, y nombrar a los exarcas, de acuerdo con el sínodo. Los obispos son nombrados por el archieparca mayor y el sínodo de una lista aprobada por el papa, confeccionada previamente por el sínodo. Fuera del territorio propio, el archieparca mayor y el sínodo tiene jurisdicción en materia litúrgica únicamente, correspondiendo al papa la creación de diócesis y el nombramiento de obispos.

## Curia archiepiscopal mayor
En la sede de Blaj se halla la curia archiepiscopal mayor, que comprende el sínodo permanente, los obispos de sedes titulares o eméritos asignados a la curia (hasta 3), el tribunal ordinario de la Iglesia archiepiscopal mayor, el oficial de finanzas, el canciller, la comisión litúrgica y otras comisiones. Los miembros de la curia son nombrados por el archieparca mayor, excepto por el sínodo permanente presidido por el archieparca mayor y con 4 obispos, uno elegido por el archieparca mayor y 3 designados por quinquenio por el sínodo. Se reúne normalmente 12 veces al año y acompaña al archieparca mayor en decisiones menores.

## Episcopologio
- Lucian Mureșan, desde el 17 de diciembre de 2005